# Combinata nordica ai XV Giochi olimpici invernali
Nella combinata nordica ai XV Giochi olimpici invernali furono per la prima volta disputate due gare, sempre riservate agli atleti di sesso maschile: accanto all'individuale, che faceva parte del programma olimpico fin dalla prima edizione, venne disputata la gara a squadre, già inserita in quello iridato dall'edizione del 1982.
Altre rilevanti novità furono introdotte in campo tecnico, con l'esordio del metodo Gundersen per il calcolo del punteggio (adottata dalla FIS a partire dai Mondiali del 1985 e della tecnica libera nella frazione di sci di fondo, invece della tradizionale tecnica classica.

## Risultati

### Individuale
Presero il via 43 atleti e la prima prova disputata, il 27 febbraio, fu quella di salto. Sul trampolino olimpico K70 s'impose l'austriaco Klaus Sulzenbacher davanti al tedesco occidentale Hubert Schwarz e allo svizzero Hippolyt Kempf; quarto fu il sovietico Allar Levandi. Il giorno dopo si corse la 15 km di sci di fondo sul percorso del Canmore Nordic Centre che si snodava a Canmore con un dislivello massimo di 93 m; a vincere fu il norvegese Torbjørn Løkken davanti a Kempf e all'altro svizzero Andreas Schaad. Kempf risalì così fino all'oro argento mentre Sulzenbacher, diciassettesimo nel fondo, scalò all'argento; Levandi, dodicesimo, scavalcò a sua volta Schwarz, trentatreesimo, mentre Løkken e Schaad, rispettivamente diciannovesimo e quattordicesimo nella prova di salto, non riuscirono a recuperare il divario acucmulato.
| Posizione | Atleta             | Nazione          | Tempo    |
| --------- | ------------------ | ---------------- | -------- |
| 1         | Hippolyt Kempf     | Svizzera         | 38:16,8  |
| 2         | Klaus Sulzenbacher | Austria          | + 19,0   |
| 3         | Allar Levandi      | Unione Sovietica | + 1:04,3 |
| 4         | Uwe Prenzel        | Germania Est     | + 1:10,7 |
| 5         | Andreas Schaad     | Svizzera         | + 1:12,5 |
| 6         | Torbjørn Løkken    | Norvegia         | + 1:25,5 |
| 7         | Miroslav Kopal     | Cecoslovacchia   | + 1:32,5 |
| 8         | Marko Frank        | Germania Est     | + 1:48,1 |
| 9         | Thomas Prenzel     | Germania Est     | + 1:50,6 |
| 10        | Vasilij Savin      | Unione Sovietica | + 1:55,4 |

### Gara a squadre
Presero il via 11 squadre nazionali atleti e la prima prova disputata, il 23 febbraio, fu quella di salto. Sul trampolino olimpico K70 s'impose la Germania Ovest davanti all'Austria e alla Norvegia; sesta fu la Svizzera. Il giorno dopo si corse la staffetta 3x10 km di sci di fondo sul percorso del Canmore Nordic Centre che si snodava a Canmore con un dislivello massimo di 93 m; a vincere fu la Svizzera, che risalì così fio all'argento, davanti alla Germania Est e alla Norvegia. La Germania Ovest, ottava nel fondo, confermò l'oro l'Austria, nona, scalò al bronzo; la Germania Est, quinta nella prova di salto, non riuscì a recuperare il divario acucmulato.
| Posizione | Nazione        | Atleti                                                | Tempo     |
| --------- | -------------- | ----------------------------------------------------- | --------- |
| 1         | Germania Ovest | Hans-Peter Pohl Hubert Schwarz Thomas Müller          | 1:20:46,0 |
| 2         | Svizzera       | Andreas Schaad Hippolyt Kempf Fredy Glanzmann         | + 3,4     |
| 3         | Austria        | Günther Csar Hansjörg Aschenwald Klaus Sulzenbacher   | + 30,9    |
| 4         | Norvegia       | Hallstein Bøgseth Trond-Arne Bredesen Torbjørn Løkken | + 48,6    |
| 5         | Germania Est   | Thomas Prenzel Marco Frank Uwe Prenzel                | + 2:18,5  |
| 6         | Cecoslovacchia | Ladislav Patráš Ján Klimko Miroslav Kopal             | + 2:57,1  |
| 7         | Finlandia      | Pasi Saapunki Juoko Parviainen Jukka Ylipulli         | + 4:52,3  |
| 8         | Francia        | Jean Bohard Xavier Girard Fabrice Guy                 | + 6:23,4  |
| 9         | Giappone       | Hideki Miyazaki Masashi Abe Kazuoki Kodama            | + 8:40,3  |
| 10        | Stati Uniti    | Joe Holland Todd Wilson Hans Johnstone                | + 12:20,9 |

## Medagliere per nazioni
| Posizione | Nazione          | Oro | Argento | Bronzo | Totale |
| --------- | ---------------- | --- | ------- | ------ | ------ |
| 1         | Svizzera         | 1   | 1       | 0      | 2      |
| 2         | Germania Ovest   | 1   | 0       | 0      | 1      |
| 3         | Austria          | 0   | 1       | 1      | 2      |
| 4         | Unione Sovietica | 0   | 0       | 1      | 1      |